# Минское общество взаимного кредита
Минское общество взаимного кредита (бел. Мінскае таварыства ўзаемнага крэдыту) — общество взаимного кредита в Российской империи, действовавшее в Минске с 1874 года. Первое взаимокредитное общество на территории современной Беларуси.

## История

### Появление и начало деятельности
Проект устава Минского общества взаимного кредита был разработан инициативной группой, состоящей преимущественно из еврейского мелкого и среднего торгово-промышленного сектора, а также местных землевладельцев, а затем отправлен в Министерство финансов Российской империи и утверждён его главой (на тот момент пост министра финансов занимал Михаил Христофорович Рейтерн) 18 сентября 1873 года. Примерно через месяц было сформировано правление во главе с председателем Н. Брауде, которое начало рассылать уведомления о приёме в члены, а также утвердило устав общества, провозглашавший главные преимущества для вступающих в кредитное учреждение: «выгодно помещать свои сбережения и получать в ссуду необходимые для торговых и промышленных оборотов капиталы». Устав общества закрепил начальный размер основного капитала в 25 тысяч рублей, хотя царское правительство разрешало учреждение обществ взаимного кредита с минимальным «складочным» капиталом в 10 тысяч рублей. 8 января 1874 года Минское общество взаимного кредита непосредственно приступило к своей работе.
Минское общество взаимного кредита стало первым кредитным учреждением данного типа на территории современной Беларуси. По подсчётам кандидата исторических наук, доцента кафедры финансов Белорусского государственного экономического университета Ю. Л. Грузицкого, в 1914 году на этой территории насчитывалось уже 74 общества взаимного кредита с совокупным размером основного капитала в 3283,1 тысячу рублей, которые насчитывали 23 122 члена. Общества взаимного кредита отличались от других кредитных учреждений Российской империи двумя основными признаками: 1) хозяевами предприятия являлись не кредиторы, а сами заёмщики; 2) члены обществ были связаны круговой порукой. В обществах взаимного кредита только члены имели право на получение ссуды, учитывались векселя только членов; каждый член считался ответственным за долги общества пред третьими лицами в размере открытого ему взаимного кредита.

### Дальнейшее развитие
К 1 апреля 1874 года размеры основного капитала Минского общества взаимного кредита составили более 108 тысяч рублей. К началу 1881 года собственный капитал общества, составляемый из взносов участников, превысил 257 тысяч рублей. За 1880 год чистая прибыль Минского общества взаимного кредита достигла 48,8 тысячи рублей и дала 12 процентов дивидендов — один из самых высоких показателей за всю его историю. Участникам общества за этот год были выданы ссуды в размере 1,9 миллиона рублей. Самый большой кредит составил 15 тысяч рублей, минимальный — 100 рублей.
По данным Энциклопедического словаря Брокгауза и Ефрона, в 1891 году Общество взаимного кредита учло векселей на 712,3 тысяч рублей.
К началу 1895 года собственный капитал Минского общества взаимного кредита сократился, составив только 142,6 тысячи рублей. При этом, исходя из сложных условий финансовой деятельности, из ежегодных 10 процентов отчислений от прибыли был сформирован запасный капитал в 68,5 тысячи рублей. Чистая прибыль за 1894 год составила лишь 13,4 тысячи рублей. Дивиденды за этот период не превышали 6 процентов. В архивных фондах хранится ходатайство правления об открытии Минскому обществу кредита в отделении Госбанка по специальному текущему счёту под обеспечение ценными бумагами, сведения о переучёте двух векселей общества на 12 тысяч рублей, датированные 1884 годом, и другие документы, свидетельствующие о финансовой правительственной поддержке. Так, в балансе этого кредитного учреждения за 1900 год переучёт векселей в Госбанке составил 35 тысяч рублей, а специальный текущий счёт под обеспечение векселями — около 240 рублей. Кроме того, общество кредитовалось и в Минском коммерческом банке, который также принимал к переучёту его векселя.
В 1892 году Минская городская дума принимает решение о займе в размере 2 тысяч рублей в Минском обществе взаимного кредита под вексель с подписью городского головы и бланковой подписью члена управы для ремонта казарм и хозяйственных построек.
На 1 января 1901 года основной капитал составлял около 183 тысяч рублей, запасный — 157 тысяч, сумма баланса — почти 1,5 миллиона. Обществу удалось привлечь во вклады почти 900 тысяч рублей, что говорит о росте авторитета этого финансового учреждения, безусловном доверии к его деятельности.
Под влиянием негативных тенденций в экономике Российской империи Минское общество взаимного кредита в 1905 году осталось без прибыли. Однако финансовые трудности общества оказались временными, и дела постепенно пошли в гору. К началу 1906 года оборотный капитал общества составил 242 тысячи рублей, запасный — почти 131 тысячу.
К концу 1909 года сумма баланса общества достигала 2,8 миллиона рублей, основной капитал вырос до 287 тысяч рублей, запасный — до 160 тысяч. Вексельный портфель составлял 1,5 миллиона рублей, вклады — почти 2 миллиона. Среди подобных финансово-кредитных учреждений Северо-Западного края Минское общество взаимного кредита уверенно шло впереди по всем показателям, превращаясь в солидное банковское заведение.
На 1 января 1914 года в обществе сумма баланса достигла почти 5,9 миллиона рублей, основной капитал составлял более 570 тысяч рублей, запасный — 207 тысяч, вклады — 3,8 миллиона. Вексельный портфель, включая соло-векселя, лишь немного не дотягивал до 3,6 миллиона рублей. Чистая прибыль за 1913 год составила около 90 тысяч рублей.
Максимальный размер кредита для лица или юридического учреждения достигал 25 тысяч рублей. По масштабам своей финансовой деятельности общества составляла конкуренцию для отделений общероссийских коммерческих банков. Например, по состоянию балансов на 1 ноября 1913 года векселей с двумя подписями в Минском обществе взаимного кредита насчитывалось на сумму 2 387 170 рублей, а в минском отделении Азовско-Донского банка — 2 348 642 рублей.

### Операции
Устав Минского общества взаимного кредита предусматривал возможность осуществления следующих операций:
- «учёт представляемых членами торговых векселей» как минимум с двумя подписями;
- учёт соло-векселей, обеспеченных ценными бумагами, товарами, драгоценными металлами;
- «производство ссуд членам общества не далее как на шесть месяцев» под залог государственных ценных бумаг, товаров, драгоценных металлов;
- «исполнение поручений членов общества по получению платежей по векселям и другим документам<…> по покупке и продаже заграничных векселей и ценных бумаг»;
- перевод денежных средств;
- приём к учёту от всех лиц ценных бумаг, вышедших в тираж;
- проведение по разрешению правительства подписок на различные ценные бумаги;
- переучёт учтённых обществом векселей в других кредитных учреждениях;
- открытие текущих счетов для своих участников;
- приём вкладов от членов общества и «посторонних лиц».

Указанные операции были характерны и для других подобных финансовых учреждений. Основной формой кредитования в деятельности Минского общества взаимного кредита являлся учёт векселей, что обеспечивало доминирование коммерческого кредита над потребительским («обывательским»). Кроме того, получили распространение ссуды и специальные текущие счета под залог «процентных» (ценных) бумаг и товаров, предоставляемые членам общества. Эти активные операции многие годы преобладали в работе общества.
Однако к 1913 году в активе балансов Минского общества взаимного кредита появляется новая, необычная для подобных финансовых учреждений статья: учёт соло-векселей, «обеспеченных недвижимым имуществом и сельскохозяйственными имениями». Фактически данная операция представляла собой ипотеку. Минское общество взаимного кредита получило право на проведение подобных операций несмотря на то, что чиновники министерства финансов скептически относились к сочетанию краткосрочных и среднесрочных пассивов с ипотечным кредитованием и редко разрешали обществам взаимного кредита работать с недвижимостью.

### Члены Минского общества взаимного кредита
На момент своего учреждения Минское общество взаимного кредита состояло из 179 участников. К 1 апреля 1874 года в состав общества входило уже 275 членов. К началу 1881 года в Минском обществе взаимного кредита насчитывалось 579 человек. В 1880-е годы происходит постепенное вытеснение из общества представителей еврейского торгово-промышленного капитала. Это демонстрируют следующие данные: если в 1874 году еврейские предприниматели в Минском обществе взаимного кредита составляли 84 процента, то в 1887 году из 500 участников только 100 человек являлись по национальности евреями. Среди членов общества начинают преобладать поляки, которым не разрешалось получать ссуды на льготных условиях в государственном Дворянском земельном банке, открывшемся в 1884 году. По этой причине польским землевладельцам приходилось довольствоваться участием в обществах взаимного кредита, где впоследствии появилась возможность получать среднесрочные ссуды под залог имений для сельскохозяйственного производства.
К началу 1895 года Минское общество взаимного кредита насчитывало 525 членов, то есть меньше чем в 1881 году. Однако в дальнейшем число участников Минского общества взаимного кредита имело тенденцию к увеличению. На 1 января 1901 года в общество входил 631 участник. К началу 1906 года членами общества стали 727 человек. К концу 1909 года членами общества были 772 человека. На 1 января 1914 года число участников общества уже превышало тысячу человек (1131 участник).

## Здание Минского общества взаимного кредита
Минское общество взаимного кредита арендовало одно из наиболее отличительных зданий досоветского Минска в стиле модерн — Дом Фотта, который находился на улице Захарьевской в доме № 59 (ныне — проспект Независимости, дом № 17). Здание располагалось примерно на том месте, где сейчас находится левое крыло здания Комитета государственной безопасности Республики Беларусь. В 1933—1934 годах бывшее здание Минского общества взаимного кредита было реконструировано под минский ГУМ, а 28 мая 1934 года состоялось торжественное открытие магазина. Во время Великой Отечественной войны оно было незначительно повреждено, разрушено полностью при строительстве ансамбля центрального проспекта в 1944 году.

Старые снимки и графика
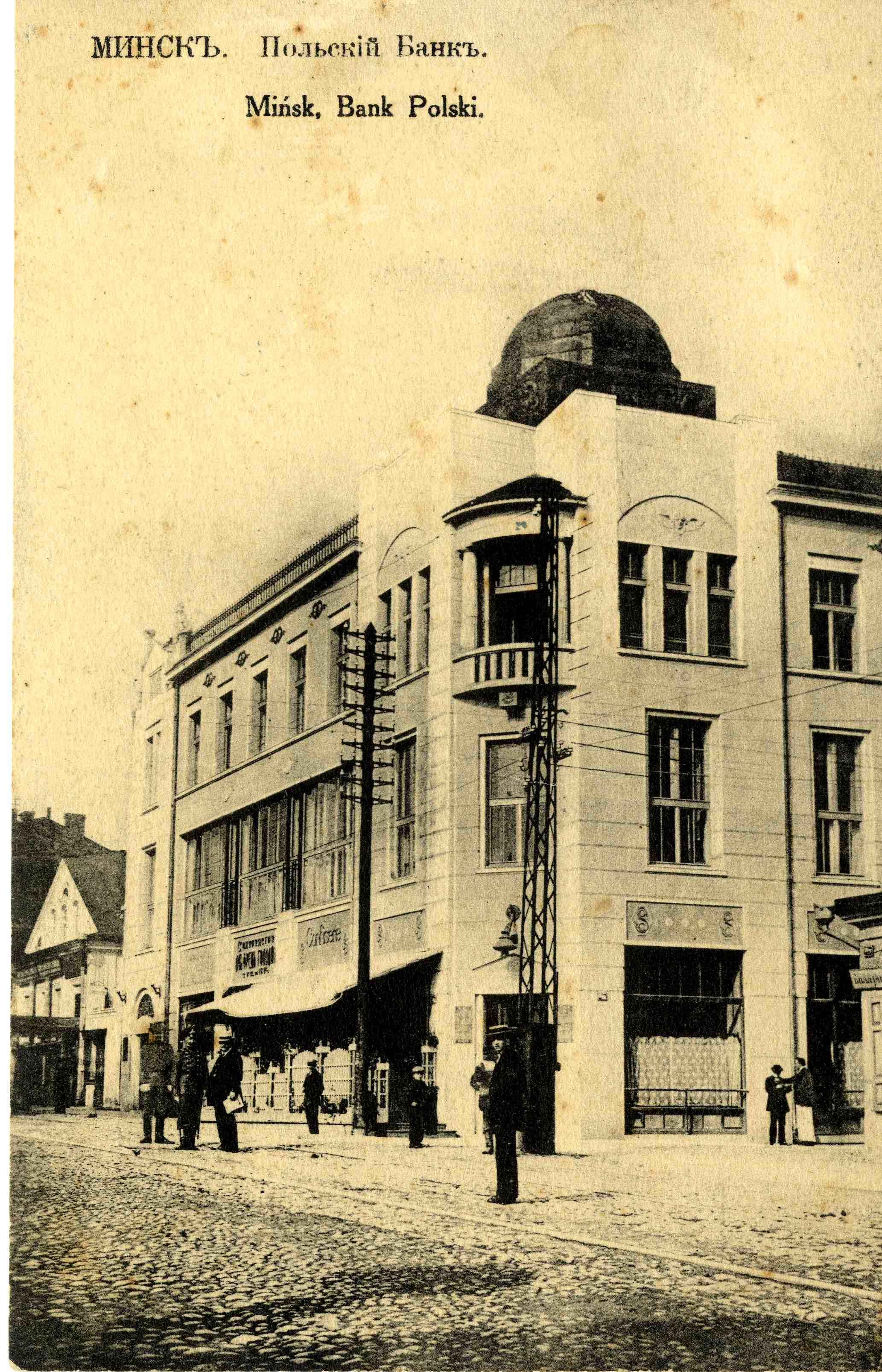
не позднее 1915 года
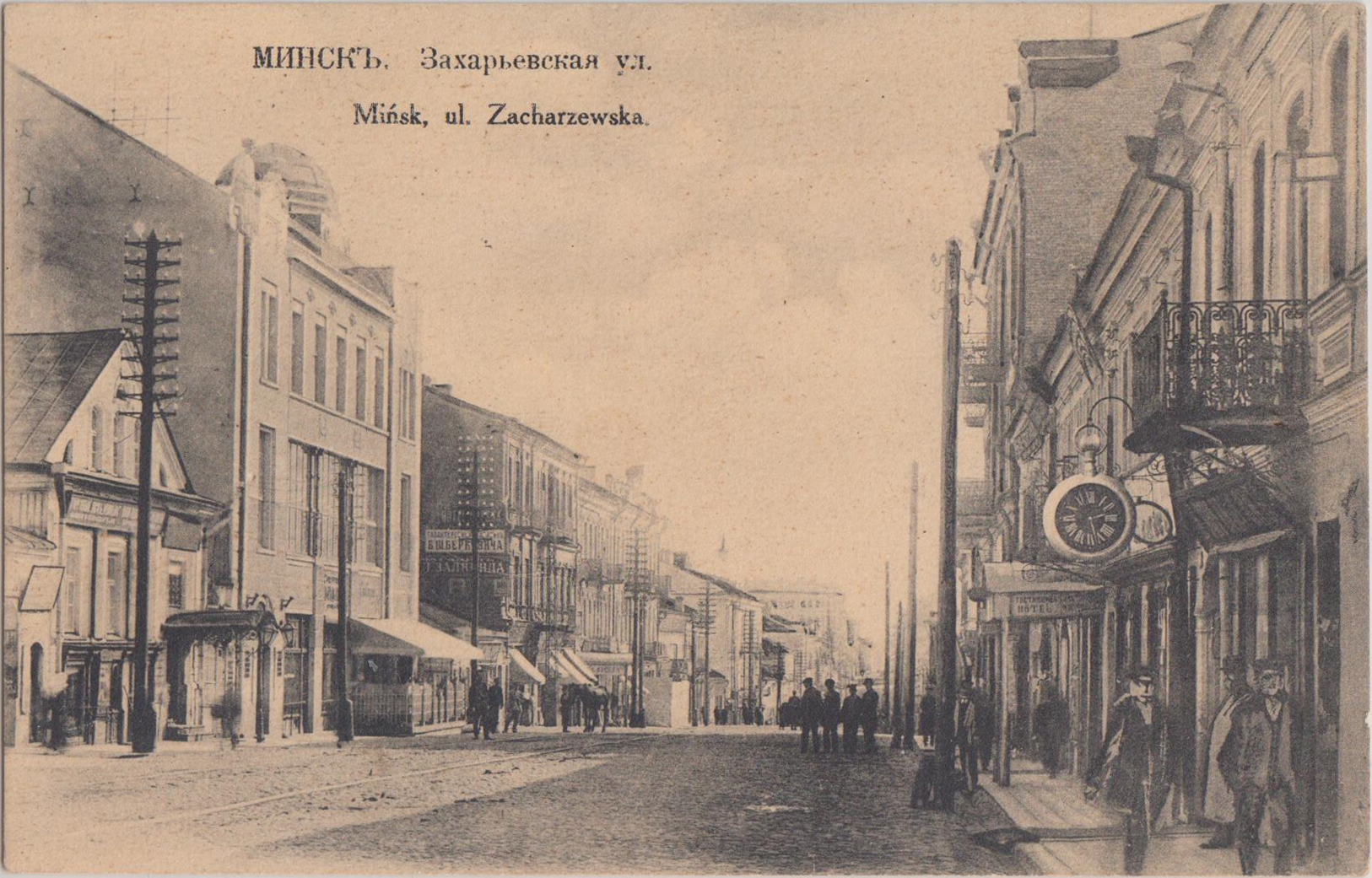
не позднее 1915 года
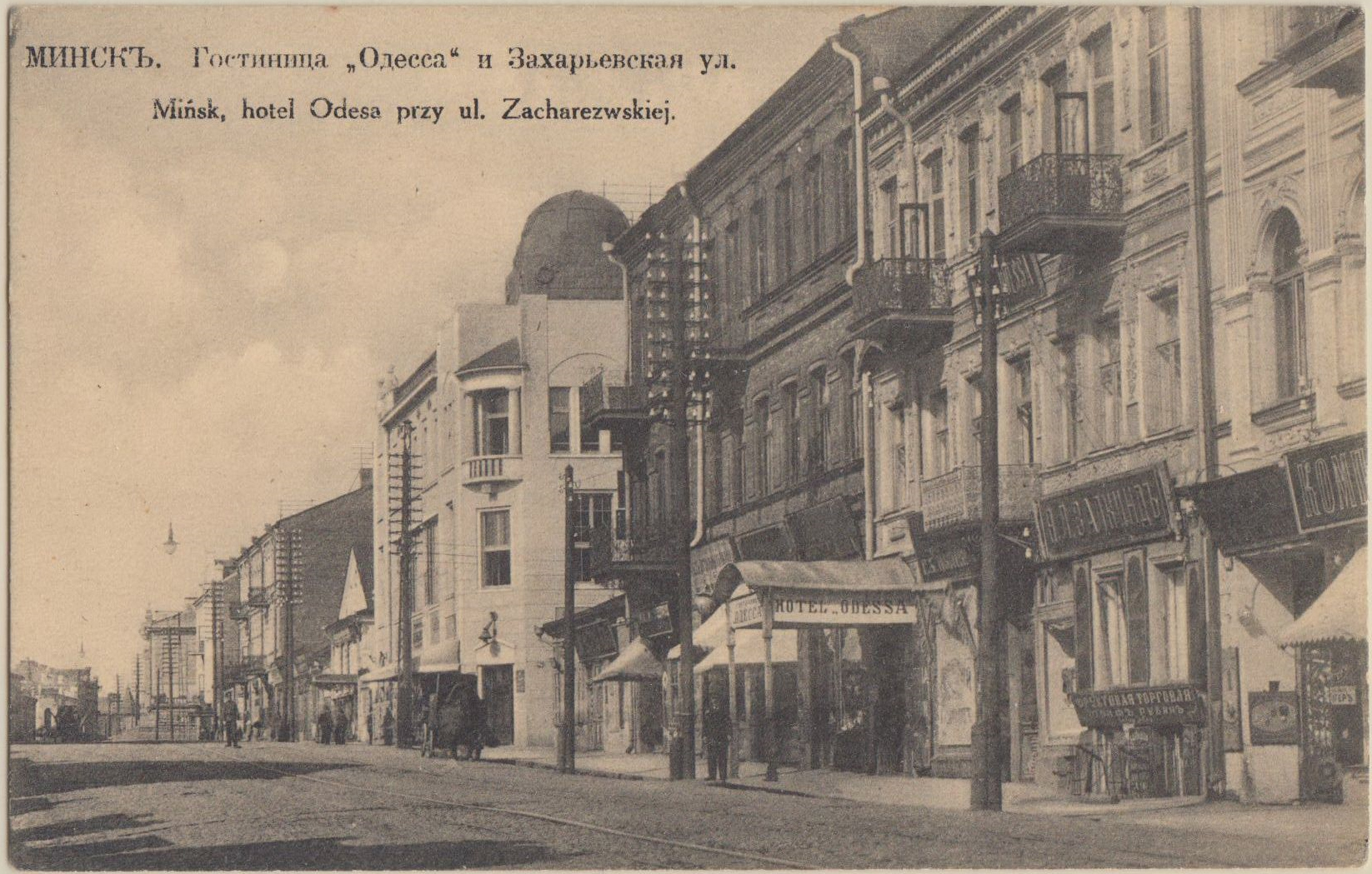
до 1918 года
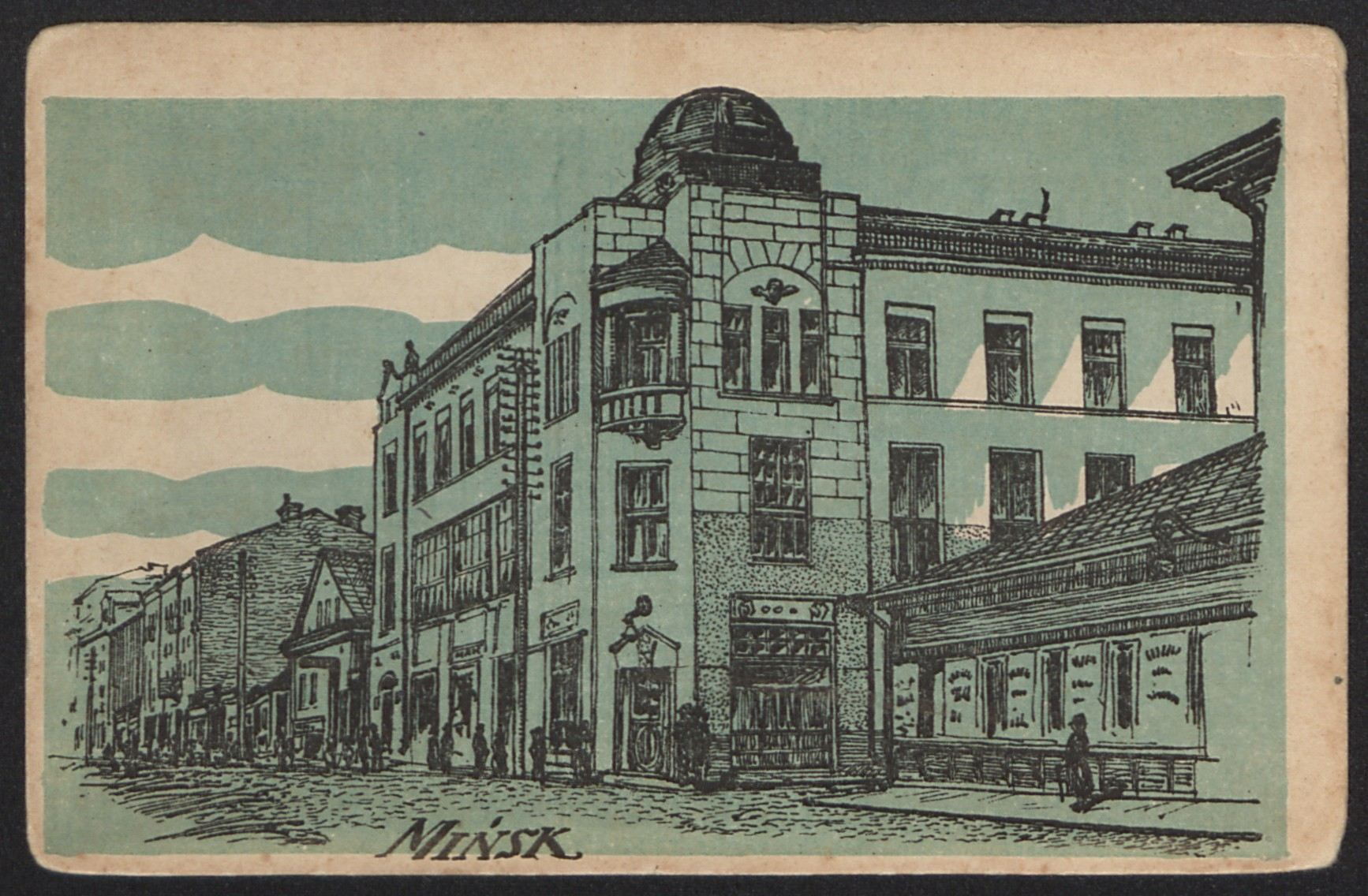
1917—19 годы

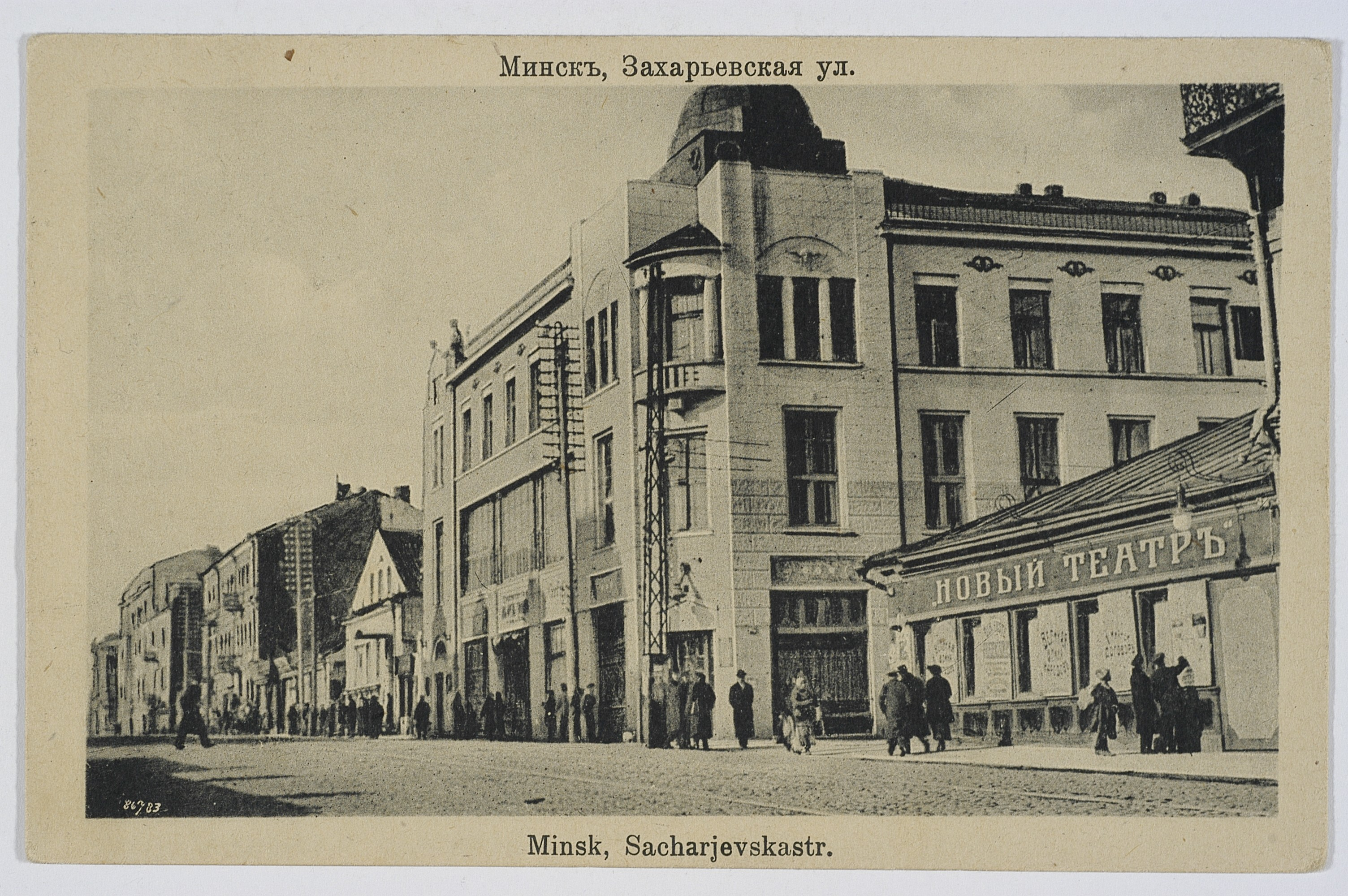
1918 год
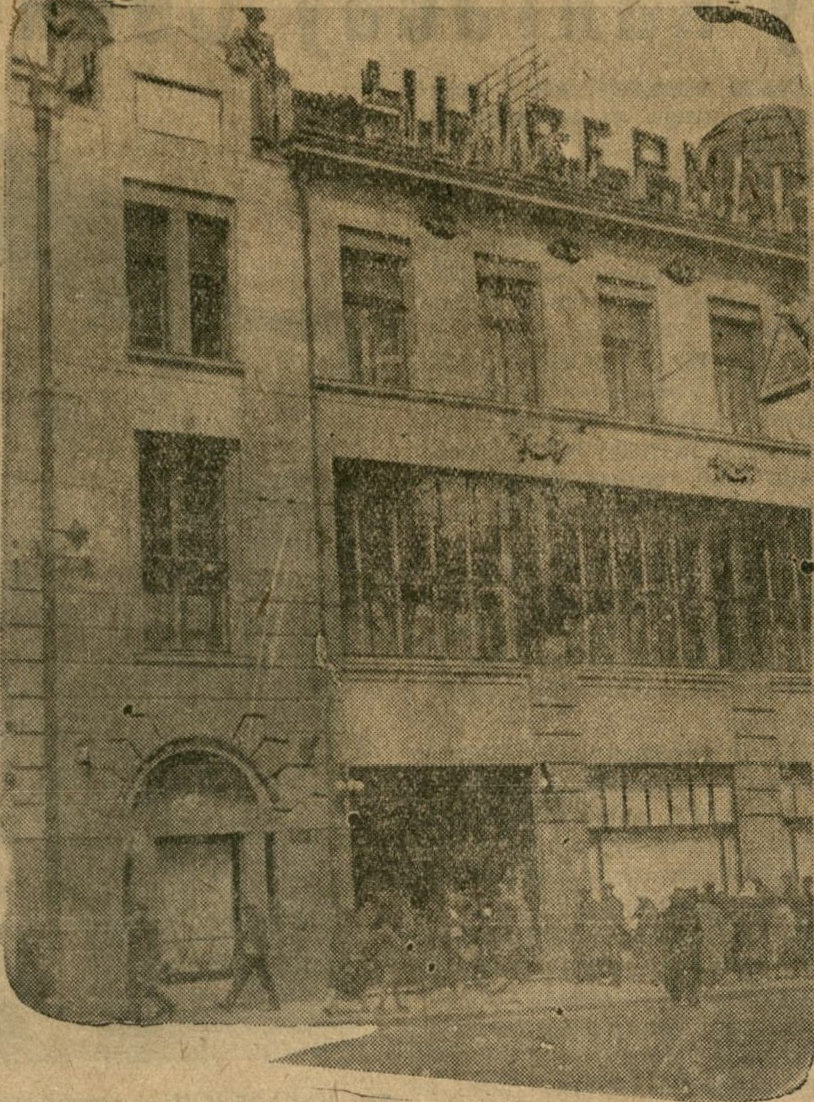
28 мая 1934 года
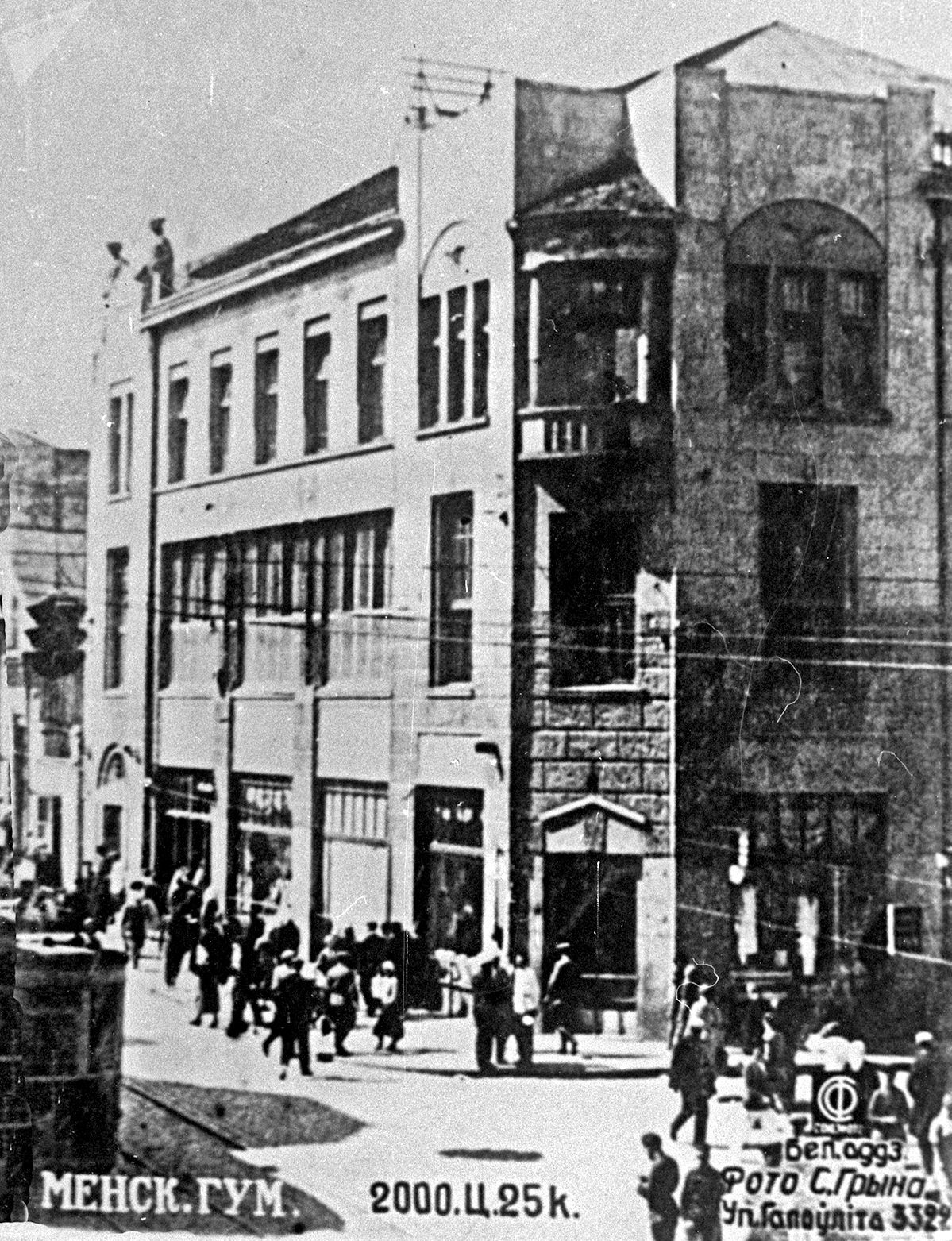
1934—39 годы
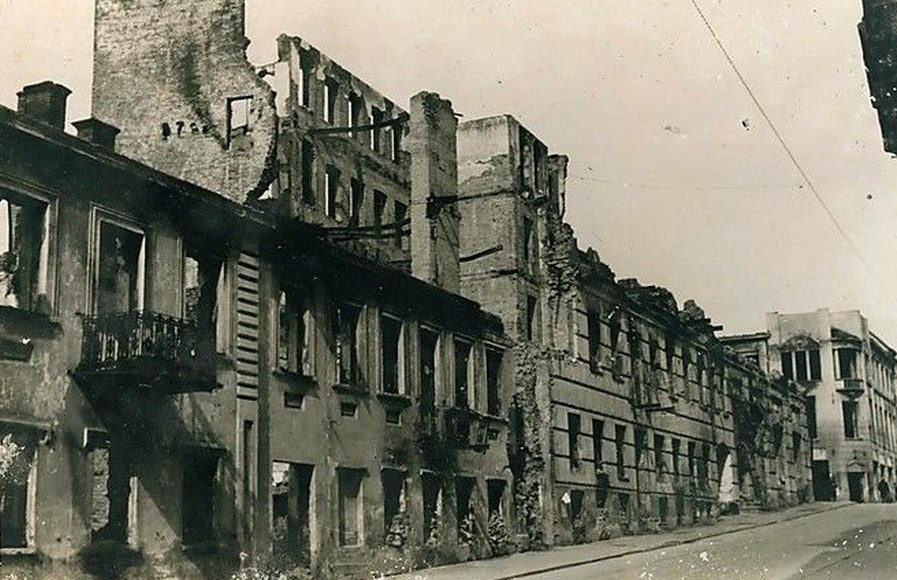
Со стороны исторической Фелицианской улицы, 1941—44 годы